# Puente de Alcántara (Toledo)
El puente de Alcántara (del árabe القنطرة al-qanţaratu, "puente") es un puente sobre el río Tajo ubicado en la ciudad española de Toledo.
En 1921 fue declarado Monumento nacional,
por lo que es Bien de Interés Cultural con categoría de Monumento.

## Descripción
En la actualidad cuenta con dos arcos. Situado a los pies del castillo de San Servando y junto a la Puerta de Alcántara, se tiene constancia de su construcción en la época romana, en la fundación de Toletum. Fue muy dañado y reconstruido en el siglo X. Es cuando desaparece el tercer arco, reducido a un portillo con arco de herradura. Era uno de los puentes que daba entrada a la ciudad y era en el Medioevo entrada obligada para todo peregrino.
Bajo el reinado de Alfonso X sufrió graves desperfectos y fue reconstruido. A este último período pertenece el torreón occidental, luego modificado y decorado bajo el reinado de los Reyes Católicos, cuyas armas decoran sus muros. Falta en ellas el fruto de la granada, pues la Reconquista aún no había concluido. 
El torreón oriental fue reemplazado por un arco triunfal barroco en 1721, dado su estado ruinoso.
El puente presenta dos pares de apartaderos, uno clásico coronando los amplios contrafuertes del arco fluvial hacia la entrada a la ciudad, mientras que el otro par consiste en dos hendiduras rectangulares en voladizo hacia el arco de acceso al puente.